# Bargemon
Bargemon é uma comuna francesa na região administrativa da Provença-Alpes-Costa Azul, no departamento de Var. Estende-se por uma área de 35.14 km². Em 2010 a comuna tinha 1 370 habitantes (densidade: 39 hab./km²).